# Thialf IJsstadion
Das Thialf IJsstadion ist ein zum 1967 errichteten Thialf-Komplex gehörendes Eishockeystadion in Heerenveen, Niederlande. Die Halle besitzt eine Kapazität von 3.500 Zuschauern und ist das Heimstadion der Friesland Flyers aus der Eredivisie.